# 高背巴塔鱨
高背巴塔鱨，為輻鰭魚綱鯰形目鱨科的其中一種，為熱帶淡水魚類，分布於亞洲緬甸北部伊洛瓦底江流域，體長可達11.4公分，棲息在底層水域，生活習性不明。

## 扩展阅读
維基物種上的相關：高背巴塔鱨